# Attheyella capensis
Attheyella capensis är en kräftdjursart som beskrevs av Rhue 1914. Attheyella capensis ingår i släktet Attheyella och familjen Canthocamptidae. Inga underarter finns listade i Catalogue of Life.